# Holland Land Company

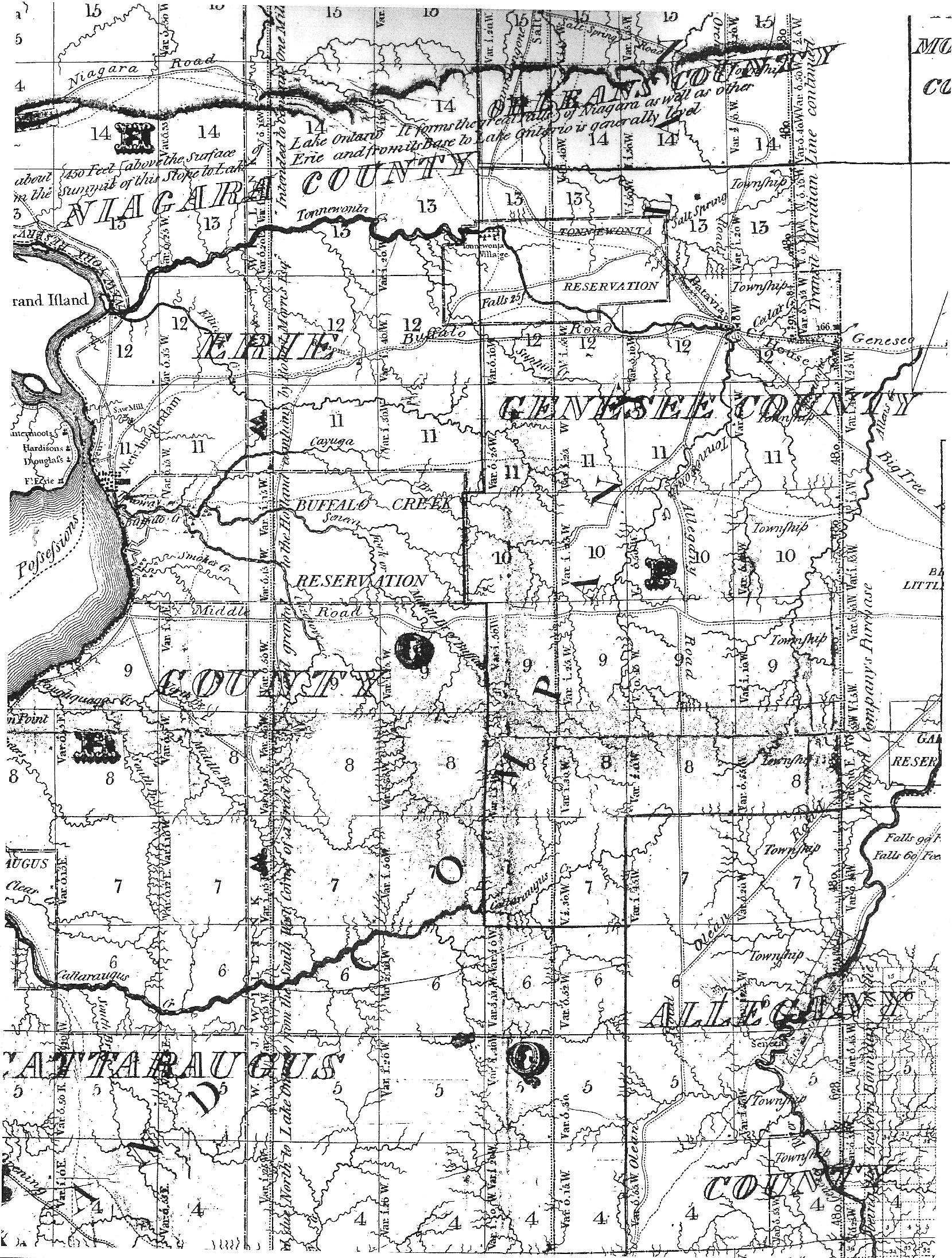
Karte über den Holland Purchase im Westen New Yorks (Quelle: Holland Land Company Map – ca. 1821)

Die Holland Land Company war ein Konsortium von 13 niederländischen Investoren aus Amsterdam ohne eigene Rechtspersönlichkeit. Dieses kaufte 1792 und 1793 im so genannten Holland Purchase Land in New York in den Vereinigten Staaten, das den westlichen zwei Dritteln des Landes des so genannten Phelps and Gorham Purchase entsprach. Da Ausländer keine Grundstücke in den Vereinigten Staaten besitzen durften, bedienten sich die Niederländer Treuhändern. Die Treuhänder erwarben das in der Mitte und im Westen des Staates New York sowie im Westen von Pennsylvania gelegene Land. Ziel war es, das Land kurzfristig mit großem Gewinn weiterzuveräußern. Um den Kauf durch die Siedler attraktiver zu machen, musste jedoch umfangreich in die Vermessung und in den Straßen- und Kanalbau investiert werden. Die letzten Grundstücke wurden im Jahr 1840 verkauft.

## Erwerbsphase

### Voreigentümer

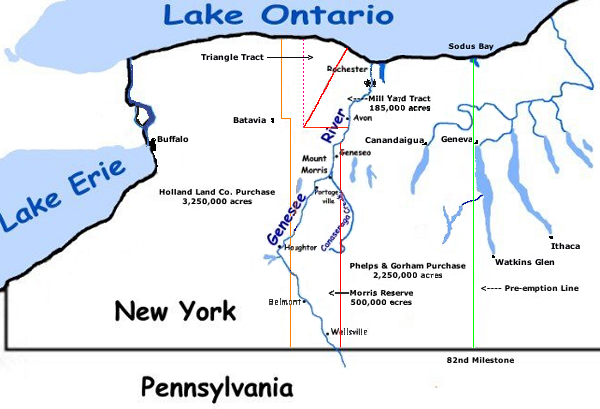
Kartografische Darstellung des Phelps & Gorham’s Purchase (inklusive des Mill Yard Tract), des Holland Purchase und des Morris Reserve.

Im Dezember 1792, Februar und Juli 1793 kauften die Treuhänder der Holland Land Company die westlich des Genesee River im Staat New York gelegene 13.150 km² große Fläche. Verkäufer war der zur damaligen Zeit reichste Amerikaner Robert Morris. Der Unterzeichner der Unabhängigkeitserklärung und Finanzier der Amerikanischen Revolution hatte das Land und weitere Flächen im Mai 1791 von Massachusetts erworben, nachdem die Ersterwerber Oliver Phelps und Nathaniel Gorham damit gescheitert waren, die Ansprüche der Indianer auszuräumen und 1790 in Zahlungsverzug gerieten.
Morris Kauf umfasste das Land westlich des Genesee River, mit Ausnahme einer 750 km² großen Fläche (Mill Yard Tract), die Phelps und Gorham zusammen mit den Flächen östlich des Flusses zurückbehielten. Er zahlte für die 15.200 km² große Fläche 333.333,34 $ (umgerechnet auf heute rd. 4,81 Mio. $) an Massachusetts. Moris selber behielt einen 19 km breiten 2000 km² großen Streifen, der im westlichen New York vom Ontariosee bis nach Pennsylvania reichte und als Morris Reserve bezeichnet wird.

### Vertrag von Big Tree
Die Indianer hatten ein Vorkaufsrecht an dem Land. Ein Verkauf an die Holland Land Company war nur möglich, wenn Morris dieses Vorkaufsrecht tilgen konnte. Dies geschah im Vertrag von Big Tree im Jahr 1797. Vertreter der Holland Land Company, Robert Morris, die Indianer und ein Gesandter der amerikanischen Behörden trafen sich zu den Verhandlungen in der Nähe des heutigen Geneseo, südlich von Rochester, New York. Rund 50 Häuptlinge der Indianer, darunter Red Jacket, Cornplanter, Governor Blacksnake und Farmers Brother vertraten deren Interessen. Red Jacket und Complanter waren gegen den Verkauf des Landes. Sie beharrten auf Flächen, über die sie frei verfügen konnten. Schließlich wurde am 15. September 1797 vereinbart, dass die Indianer auf ihr Vorkaufsrecht über eine Teilfläche von 15.200 km² verzichteten, sie für den Verzicht 100.000 $ erhielten und dass sie eine Teilfläche von 809 km² behielten. 

## Auflösung der Treuhänderstruktur
1798 beschloss der New Yorker Gesetzgeber begleitet von Aaron Burr, dass Ausländer unmittelbar Land erwerben durften. Die Treuhänder übertrugen die Grundstücke an die niederländischen Eigentümer. Dies geschah zunächst in zwei Tranchen und nach einer weiteren Aufteilung in insgesamt drei Tranchen. Alle Eigentümer einer Tranche besaßen diese gemeinschaftlich. Nur der letzt überlebende Eigentümer konnte das dann alleinige Eigentum an den Grundstücken vererben.
Die erste Tranche beinhaltete – bis auf 1200 km² – das gesamte Land aus dem Holland Purchase. Es wurde zunächst an Wilhelm Willink, Nicolaas van Staphorst, Pieter van Eeghen, Hendrick Vollenhoven und Rutger Jan Schimmelpenninck übertragen. Zwei Jahre später wurden die Eigentumsverhältnisse neu strukturiert und zu den fünf genannten Personen kamen Wilhelm Willink Jr., Jan Willink Jr., Jan Gabriel van Staphorst, Roelof van Staphorst Jr., Cornelius Vollenhoven, Hendrick Seye und Pieter Stadnitski hinzu. Die 1200 km² große Fläche erhielten Wilhelm Willink, Wilhelm Willink Jr., Jan Willink und Jan Willink Jr. Alle Mitglieder der Holland Land Company waren niemals in den Vereinigten Staaten.

## Verkaufsphase
1789 setzte die Holland Land Company den aus Amsterdam stammenden Finanzier Theophile Cazenove (1740–1811) als Generalbevollmächtigten ein, um
die Landverkäufe zu überwachen und die Investoren über die Geschäfte zu informieren. Cazenove arbeitete von Philadelphia aus. Die lnvesoren kauften auch amerikanische Anleihen, wie den South Carolina Funded Debt und den Massachusetts Deposit sowie Anteile an der Pennsylvania Population Company. Auf Vorschlag von Cazenove beteiligten sich die niederländischen Investoren 1791 und 1792 auch an Kanal-Gesellschaften, u. a. am Patowmack Kanal, am Santee Kanal, am Western Kanal, am Connecticut Kanal sowie am James River und Kanawha Kanal.

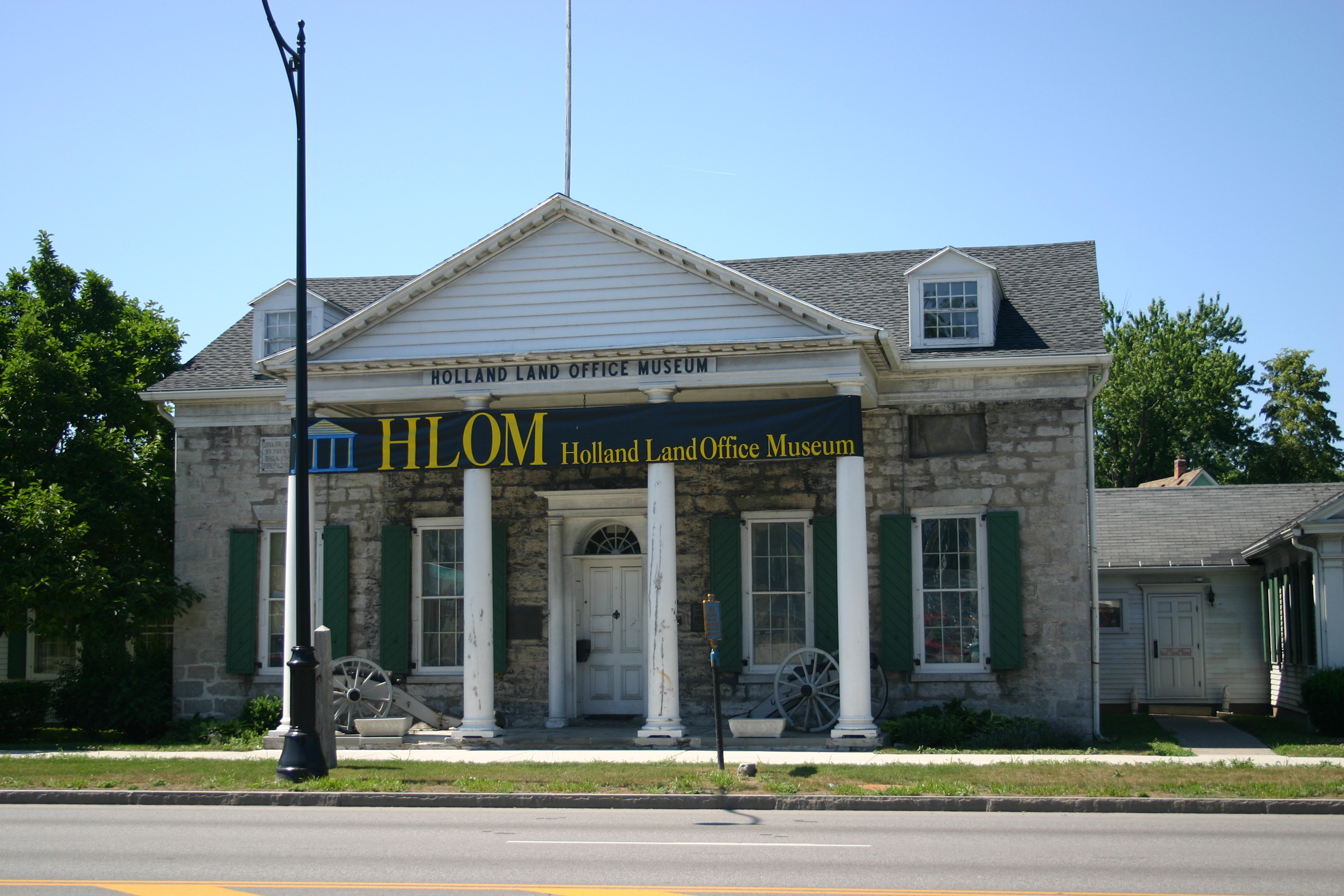
Das Hauptbüro der Holland Land Company in Batavia, New York.

1798 engagierte die Company den Landvermesser Joseph Ellicott. Zusammen mit seinem Bruder Benjamin und 130 Männern vermaß er drei Jahre lang das erworbene Land. Die Vermessungskosten betrugen damals rd. 70.922 $. Im November 1800 folgte Paolo Busti (1749 bis 1824) Cazenove als Generalbevollmächtigter nach. Der Italiener Busti stammte aus Mailand und hatte eine Tochter der niederländischen Investoren geheiratet. Busti arbeitete bis zu seinem Tod im Jahr 1824 für die Holland Land Company. Weitere Immobilienkaufleute mit niederländischen Wurzeln waren Gerrit Boon und Adam Gerard Mappa. David A. Ogden und sein Bruder Thomas Ludiow Ogden waren Rechtsberater der Company.
1801 eröffnete die Holland Land Company ihre Hauptbüros in Batavia, New York und in Danby, Vermont. Batavia war die Bezirksstadt des Genesee County, wo sich das erworbene Land befand. Busti richtete weitere Büros in Mayville, Ellicottville, Buffalo, Meadville, Instanter (ein kleines Dorf deutscher Siedler im McKean County, Pennsylvania), Lancaster, Cazenovia und Barneveld ein. Die Angestellten wurden angewiesen, die Dokumente in feuerfesten Tresoren aufzubewahren oder die Tresore der Banken zu nutzen. Im Jahr 1840 war der Verkauf des gesamten Gebiets in Western New York an die örtlichen Investoren und Siedler abgeschlossen. Um 1846 wurde die Holland Land Company aufgelöst.
Die Stadt Holland im Staat New York ist nach der Holland Land Company benannt.